# Nur über ihre Leiche (2008)
Nur über ihre Leiche (Verweistitel Meine himmlische Verlobte, Originaltitel: Over Her Dead Body) ist eine US-amerikanische Fantasykomödie aus dem Jahr 2008. Regie führte Jeff Lowell, der auch das Drehbuch schrieb. Die Hauptrollen sind mit Eva Longoria Parker, Paul Rudd, Lake Bell und Jason Biggs besetzt.

## Handlung
Die mit dem Tierarzt Henry verlobte Kate wird am Tag ihrer geplanten Hochzeit von der Skulptur eines Eisengels ohne Flügel erschlagen und landet daraufhin, nachdem sie sich sogleich mit einem flügellosen Engel im Himmel angelegt hat, in einer Zwischenwelt. Henry ist nach ihrem Tod am Boden zerstört und versucht verzweifelt, den Verlust zu verwinden. Nachdem mehr als ein Jahr verstrichen ist, überredet ihn seine Schwester Chloe, sich an die als Medium tätige Ashley zu wenden. Ein erstes Treffen der beiden verläuft wenig vielversprechend, sodass Chloe Ashley Kates Tagebuch aushändigt, damit sie zumindest so tun kann, als habe sie Kontakt mit Kate. Tatsächlich kommen sich Henry und Ashley nach und nach näher und verlieben sich schließlich ineinander. Was sie aber nicht wissen ist, dass Kates Geist in die Welt zurückgekehrt ist und dort herumspukt. Als Kate sich jedoch Ashley offenbart, glaubt diese, dass sie doch die außergewöhnliche Sensibilität eines Mediums besitzt. Kate macht Ashley unmissverständlich klar, dass sie mit einer Verbindung zwischen ihr und ihrem Beinahe-Ehemann nicht einverstanden ist. Auf der anderen Seite weiß Kate nicht, warum sie als Geist auf die Erde zurückkehren durfte. Als sie herausfindet, dass der Erschaffer der Eisskulptur ebenfalls tot ist und dieser ihr sagt, dass sie noch etwas Wichtiges zu erledigen habe, glaubt sie, diese Aufgabe bestehe darin, Henry vor Unheil zu schützen. Da sie davon überzeugt ist, Ashley sei nicht gut für ihn, setzt sie nun alles daran, die beiden auseinanderzubringen.
Zu diesem Zweck nutzt sie viele ihrer neu an sich entdeckten Fähigkeiten, die ihr als Geist zur Verfügung stehen, wie zum Beispiel durch Wände gehen, Schweben zu können, Gegenstände sich bewegen zu lassen und so weiter. Sie geht dabei sogar so weit, dass sie das Paar beim Sex stört.
Als Henry herausfindet, dass Ashley im Besitz von Kates Tagebuch ist, glaubt er, sie habe die ganze Zeit über ein falsches Spiel getrieben und zieht sich von ihr zurück. Ashley flüchtet daraufhin in die Arme ihres, wie sie glaubt, schwulen Freundes Dan, mit dem zusammen sie auch ein Catering-Geschäft betreibt und in einer Wohnung zusammenlebt. Dan offenbart ihr nun, dass er niemals schwul gewesen sei, sondern sie nur in dem Glauben gelassen habe, um mit ihr zusammen zu sein, da er verliebt in sie sei.
Henry gerät nun wiederum in eine Depression verbunden mit Schuldgefühlen. Ein Zusammentreffen Kates mit dem Bildhauer des Eisengels bewirkt, dass Kate erkennt, dass sie will, dass Henry glücklich ist, während er ihr erzählt, dass noch eine unerledigte Aufgabe vor ihm liege. Kate versichert Ashley daraufhin, dass sie Henry und ihr keine Steine mehr in den Weg legen werde und wolle, dass Ashley Henry glücklich macht. Ashley glaubt jedoch, das sei wieder einer von Kates Tricks. Sie erzählt Kate, dass sie plane, mit Dan nach Las Vegas zu gehen. Letztendlich kann Kate Ashley aber doch überzeugen und einige Zeit später tritt ein glücklicher Henry mit Ashley vor den Traualtar. Dan wiederum tut sich mit Chloe zusammen.
Kate indes versucht ein zweites Mal in den Himmel zu kommen und wird wieder vom flügellosen Engel abgewiesen, da sie „das wahre Licht“ nicht „von Ihren Liebsten“ eingesammelt hat, was ihr wohl in der Einführung hätte – von eben jenem Engel – gesagt werden sollen. Der Film endet mit einer tobenden Kate.

## Produktion

### Produktionsfirma und Kosten
Produziert wurde der Film von Gold Circle, The Safran Comp. und Dead Fiancée. Die Produktionskosten betrugen schätzungsweise 10 Millionen US-Dollar.

### Drehorte
Der Film wurde in Los Angeles gedreht sowie in Altadena, einem Teilgebiet von Los Angeles County. Weitere Aufnahmen entstanden in der Church of the Angels in Pasadena in Kalifornien. Drehbeginn war der 24. August 2006.

### Musik
- Flutti Tutti von Marcus Sjowall
- Carmina Burana – O Fortuna von Carl Orff
  - Vortrag: The Edmonton Symphony Orchestra, Dirigent: Grzegorz Nowak
- The Chicken Dance von Terry Rendall und Werner Thomas
  - Vortrag: Rick Hall
- Entry of the Gladiators von Julius Fučík
- Greatest Love of All von Linda Creed und Michael Masser
- Hey Now Now von Jason Pharr, Jonathan Stuart, Jonathan Petrow und Benjamin Nugent
  - Vortrag: The Cloud Room
- I Can See Clearly Now von Johnny Nash
  - Vortrag: Eagle-Eye Cherry
- I Melt with You von Richard Brown, Mick Conroy, Robbie Grey, Gary McDowell und Stephen Walker
  - Vortrag: Sugarcult
- Let It Shine von Jeremy Fisher – auch Vortrag
- Lloyd, I’m Ready to Be Heartbroken von Tracyanne Campbell
  - Vortrag: Camera Obscura
- Long Before Rock‘n’Roll von Björn Dixgård und Gustaf Norén
  - Vortrag: Mando Diao
- Love von Matt White und Paul Umbach, Vortrag ebenfalls White
- The Luck You Got von Mark Owen und Josh Malerman
  - Vortrag: The High Strung
- Mas que nada von Jorge Ben Jor
  - Vortrag: Sérgio Mendes/The Black Eyed Peas
- Mi Cosa von Edgar Hernández
  - Vortrag: Grupo Timba
- Move Along von Tyson J. Ritter und Nick Wheeler
  - Vortrag: The All-American Rejects
- Venus (Shocking-Blue-Lied) von Robbie van Leeuwen
- Wedding Marsch von Felix Mendelssohn Bartholdy aus Ein Sommernachtstraum
  - Vortrag: Royal Philharmonic Orchestra
- Harvest Festival von Paul Williams

### Synchronisation
Für das Dialogbuch und die Dialogregie war Dorothee Muschter verantwortlich. Nachfolgend sind die Rollen in der Reihenfolge der Besetzung mit jeweils der deutschen Stimme aufgeführt:
- Eva Longoria Parker ~ Kate: Anna Carlsson
- Paul Rudd ~ Henry: Norman Matt
- Lake Bell ~ Ashley: Katrin Zimmermann
- Jason Biggs ~ Dan: Kim Hasper
- Lindsay Sloane ~ Chloe: Giuliana Jakobeit
- Stephen Root ~ Bildhauer/Engel: Frank-Otto Schenk
- William Morgan Sheppard ~ Pater Marks: Hans Nitschke
- Deborah Theaker ~ Mary: Katarina Tomaschewsky
- Kali Rocha ~ Engel: Gundi Eberhard
- Jeff Lowell ~ Papagei/Angestellter: Rainer Fritzsche

## Rezeption

### Veröffentlichung
Premiere hatte der Film am 29. Januar 2008 in Hollywood in den Vereinigten Staaten. Im Vereinigten Königreich und in Irland wurde er am 1. Februar 2008 veröffentlicht, an diesem Datum lief er dann auch allgemein in den Kinos der USA an. 2008 wurde er zudem in folgenden Ländern veröffentlicht: Israel, Philippinen, Russland, Hongkong, Italien, Island, Ungarn, Singapur, Polen, Belgien, Niederlande, Mexiko, Rumänien, Brasilien, Ägypten und Portugal.
In Deutschland lief er nicht im Kino. Premiere auf DVD hatte er am 6. Juni 2008. Ebenfalls Premiere auf DVD hatte der Film 2008 in Griechenland, Australien, Schweden und in Finnland sowie 2009 in Frankreich und Argentinien.
Der Arbeitstitel des Films lautete zum einen How I Met My New Boyfriend’s Dead Fiancee und zum anderen Ghost Bitch. Ein weiterer Arbeitstitel war auch Over My Dead Body.
Der Film wurde am 27. Juni 2008 von Rough Trade Distribution mit einer deutschen Tonspur auf DVD herausgegeben, wobei der Haupttitel Meine himmlische Verlobte lautet und der Untertitel Nur über ihre Leiche.

### Kritik
Das Lexikon des internationalen Films zog das Fazit, es handle sich bei diesem Film um eine „gescheiterte Geisterkomödie mit vorhersehbaren Gags.“ Der Film entwickle seine „Charaktere nur unzureichend“ und warte „mit sattsam vertrauten Klischees“ auf.
Der Kritiker Roger Ebert stellte die Frage, warum niemand in Filmen mit Geistern Gänsehaut habe und warum Geister in Filmen stets durch Wände gehen könnten, aber niemals durch den Boden fielen. Die Handlung laufe so ab, wie man es erwarte, auch wenn die wirklich wichtigen Fragen über das Leben nach dem Tod nicht gestellt werden würden. Schwer zu glauben sei auch, dass Dan seine Offenbarung fünf Jahre unentdeckt für sich habe behalten können. Kurzum, der Film nehme sich selbst nicht ernst.
Der Filmkritiker James Berardinelli meinte, um eine liebenswerte romantische Komödie zu gestalten, brauche man nur ein paar einfache Regeln zu beachten: zwei sympathische Zugpferde finden, deren Chemie stimme, ihnen einen einfachen Rahmen geben, der es ihnen ermögliche aufeinanderzutreffen, sodass das Publikum ihre Liebesgeschichte verfolgen wolle, und Elemente wie Witz und Intelligenz im Drehbuch. Jeff Lowell verfehle jedes dieser Gebote. Zwar sei der Film nicht schrecklich schlecht, aber eben so mittelmäßig wie eine Menge von Filmen. Selbst hassen könne man den Film nicht, weil er für diese Art von Leidenschaft zu wenig Emotionen erzeuge. Eva Longoria Parkers Schauspielerei sei nicht wesentlich besser als ihr Aussehen in diesem Film, Ruud sehe so aus, als wäre er lieber woanders und Lake Hill agiere mit übertriebenen Gesten, die ihren Charakter eher wie eine Karikatur aussehen lassen.
Josh Rosenblatt vom Austin Chronicle konnte dem Film überhaupt nichts abgewinnen und schrieb, er hoffe und bete, dass das Publikum bei solchen mittelmäßigen Filmen hasserfüllt aufstehe und das Kino verlasse, um klarzumachen, dass man etwas Neues und Frisches verlange. Aber scheinbar passiere das nie. In den richtigen Händen hätte es etwas werden können, man solle sich nur vorstellen, was Rosalind Russell und Norma Shearer mit solchen Rollen gemacht haben könnten oder Katharine Hepburn und Lauren Bacall, oder sogar Salma Hayek und Reging King. Wehmütig meinte Rosenblatt, man solle sich nur vorstellen, welche Dialoge Billy Wilder oder die Coen-Brüder geschrieben haben könnten.
Auch Neil Smith von BBC Movies fand nur negative Worte für den Film, den ein Publikum genauso wenig brauche wie einen Exorzisten. Das Ergebnis der Bemühungen sei so witzig wie eine Beerdigung.
In den Chor negativer Kritiken stimmte auch Carlo Dutto von Close up ein, der ausführte, eine Komödie versage dann, wenn sie einfach nicht unterhaltsam sei. Der Film sei nichts anderes als ein bloßes Zufallsprodukt, ohne Seele und ohne die geringste Idee, die in der Erinnerung haften bleibe, zudem sei die Geschichte kitschig. Es gäbe nichts, was diesen Film, der in einem billigen, albernen, grauen Kleid daherkäme, nicht überflüssig machen würde.
Die Wahrnehmung von Nektarios Papaspyrou von Movies Matia war allerdings eine andere. Er schrieb, der Film sei wahrscheinlich einer der besten seiner Art und werde die Zuschauer zum Lachen bringen und auch deren romantische Seite in einigen Szenen berühren, besonders zum Ende hin. Die Leistungen der Schauspieler wurden gelobt und der Film für entspannte Heimkinoabende empfohlen.
OutNow-CH urteilte dann wieder wie der überwiegende Teil der Kritiker, fand die Story „zu lahm, die Darsteller zwar nett aber halt doch belanglos“ und der Witz scheine „irgendwo zwischen Brautstrauss und Tierarztklinik verloren gegangen zu sein“. Nur über ihre Leiche sei eine „belanglose und zeitweise recht langweilige Sache“ geworden.
Eric D. Snider verriss den Film nicht total und schrieb, es gebe genug Lacher im Film, um ihn trotz Longorias unerträglicher Leistung als zickige, trotzsüchtige, tote Verlobte sehenswert zu machen. Man solle sie einfach ignorieren, denn Rudd und Bell seien zusammen sehr charmant und verdienten beide Spitzenplätze in einer guten Filmkomödie.